# Jun Shimanuki
Jun Shimanuki (島貫 純 Shimanuki Jun?, nacido el 7 de agosto de 1988 en Tokio) es un exfutbolista japonés. Jugaba de centrocampista y su único club fue el Mito HollyHock de Japón.

## Trayectoria

### Clubes
| Club           | País  | Año         |
| -------------- | ----- | ----------- |
| Mito HollyHock | Japón | 2007 - 2008 |